# 林堂駅
林堂駅（イムダンえき）は、慶尚北道慶山市にある大邱交通公社2号線の駅。駅番号は(243)。

## 駅周辺
- ホームプラス慶山店
- 林堂初等学校

## 歴史
- 2012年9月19日 - 開業

## 隣の駅
大邱交通公社
●2号線
正坪駅 (242) - 林堂駅 (243) - 嶺南大駅(244)